# Acanthocarpus bispinosus
Acanthocarpus bisinosus Milne-Edwards, 1880 è un granchio appartenente alla famiglia Calappidae.

## Descrizione
Il carapace è largo circa 5 cm e ha la forma arcuata tipica dei calappidi; presenta due grandi spine sui margini laterali. Spine di simili dimensioni sono presenti sul mero (secondo articolo dell'endopodite) dei chelipedi. La superficie di questi e del carapace è tubercolata.

## Distribuzione e habitat
È diffuso nell'Atlantico occidentale, in particolare nel golfo del Messico. Il suo areale si estende dalla Florida alle coste del Brasile (segnalato da Rio Grande do Norte a Bahia); vive tra i 200 e i 500 m di profondità su fondali fangosi o ghiaiosi.